# Festival de Jazz Vitoria-Gasteiz
Das Festival de Jazz Vitoria-Gasteiz ist ein seit 1977 bestehendes alljährlich in einer Woche im Juli stattfindendes internationales  Jazz-Festival in Vitoria-Gasteiz im spanischen Baskenland.

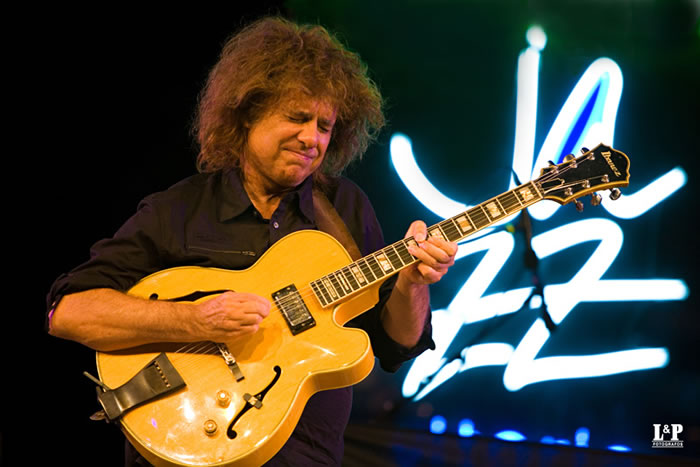
Pat Metheny auf dem Festival

Anfangs fand es nur zwei Tage statt, seit 1995 eine volle Woche. Das Festival wuchs aus kleinen Anfängen – schon 1981 traten Oscar Peterson und Muddy Waters auf, denen Ella Fitzgerald (mit Joe Pass), Dizzy Gillespie (der mit  Stan Getz auftrat), Sarah Vaughan, Jaco Pastorius (mit Mike Stern), Chick Corea, Bobby McFerrin (mit Herbie Hancock), Benny Carter, Wynton Marsalis (mit Paco de Lucía), Al Jarreau (mit Randy Crawford), Pat Metheny (mit John Scofield),  Esbjörn Svensson, Jamie Cullum (mit José James) und andere folgten.
Musiker wie Joe Pass, Herb Ellis, Ray Brown, Wynton Marsalis und Pat Metheny traten nicht nur auf, sondern unterrichteten auch.
Veranstaltungsort ist die Sportarena Mendizorrotza (mit 4000 Sitzplätzen) und das Theater Antzokia.

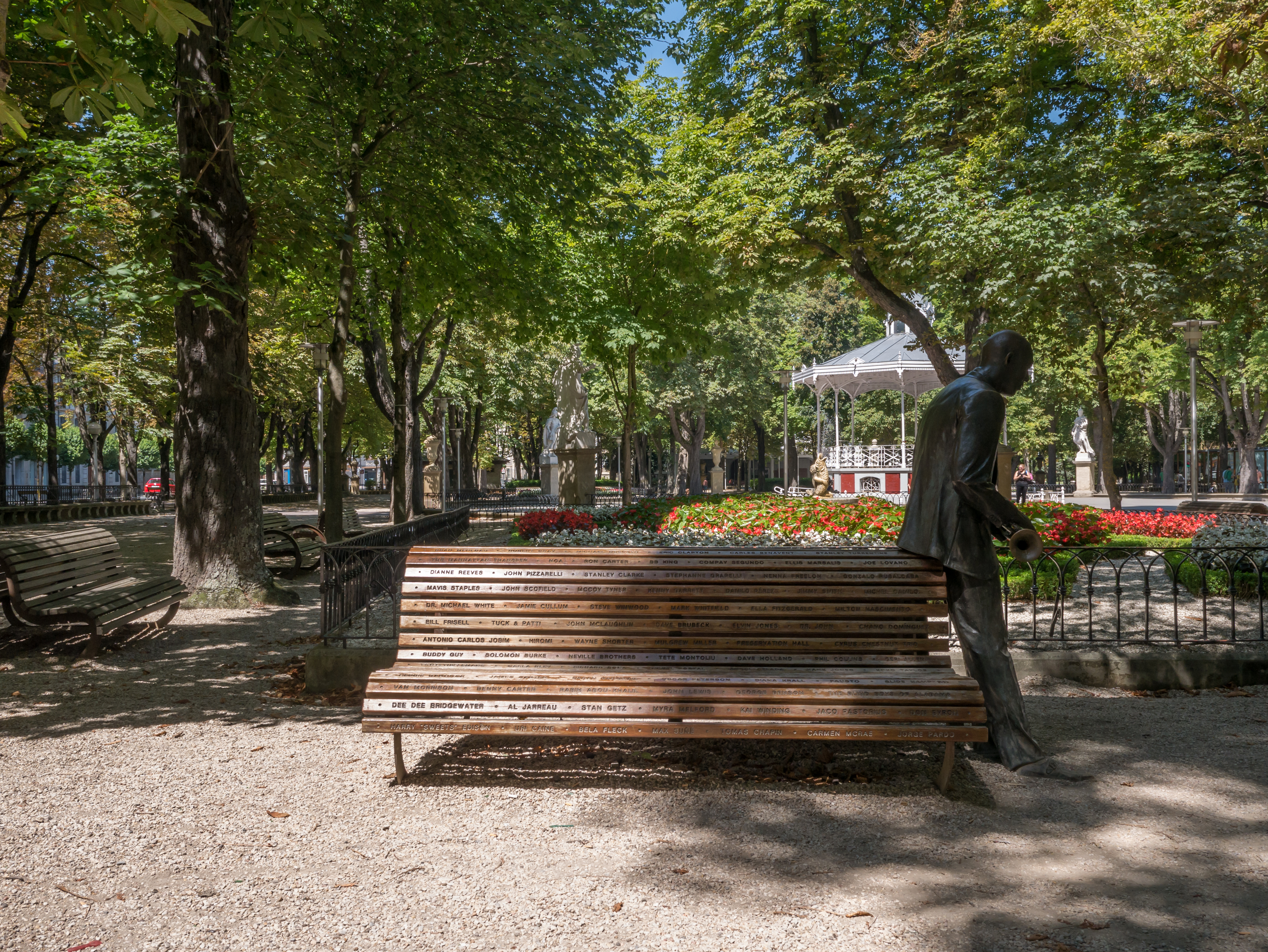
Skulptur von Wynton Marsalis und Bank mit Namen der Jazz-Festival-Teilnehmer im Park "La Florida" in Vitoria-Gasteiz

Wynton Marsalis komponierte auf Bitten des Festivals zu dessen 25. Jubiläum die ersten Sätze seiner Vitoria Suite, die er in Gänze zum 30. Jubiläum auf dem Festival aufführte. 2009 wurde die Suite dann mit dem Lincoln Center Orchester erstmals mit Paco de Lucía als Generalprobe für die Plattenaufnahme auf dem Festival gespielt.
2012 traten auf Sonny Rollins, Stefano Bollani, Joshua Redman und The Bad Plus, Joe Lovano mit dem Dave Douglas Quintett, The Soul Rebels, Gilberto Gil, Esperanza Spalding, das Fred Hersch Trio und die Pat Metheny Unity Band.
2013 traten unter anderem Chick Corea (& The Vigil), Paco de Lucía, das Big Sur Sextet von Bill Frisell, Jacky Terrasson, Melody Gardot, Branford Marsalis Tete Montoliu, Francesco Tristano, Ben Williams und Ibrahim Maalouf auf.
Es gehört zur Festivalorganisation IJFO (International Jazz Festival Organization).

## Diskographische Hinweise
Mitschnitte einiger Konzerte des Festivals sind auf Tonträgern erschienen:
- Linda Sharrock Live in Vitoria-Gasteiz (1995, mit Wolfgang Puschnig, Arto Tunçboyacıyan)
- Danilo Rea Lost In Europe (2000)
- Jazz at Lincoln Center Orchestra/Wynton Marsalis feat. Paco de Lucía Vitoria Suite (2009)